# 自画像 (ティントレット)
『自画像』（じがぞう、仏: Autoportrait、英: Self-Portrait）は、イタリア・ルネサンスのヴェネツィア派の巨匠ティントレットが1588年ごろ、キャンバス上に油彩で制作した絵画である。マザラン枢機卿などに所有された後、オルレアン・コレクションに入ったが、1785年にマリー・アントワネットのためにサン＝クルー城といっしょに購入された。現在、パリのルーヴル美術館に所蔵されている。
画家は、この作品をドイツの金細工職人で画商でもあったハンス・ヤコプ・クーニッヒ (Hans Jakob König) のために描いた。クーニッヒはヴェネツィア在中で、芸術家の肖像画コレクションを所有していた。
この絵画は、ティントレットの60代末の自画像である。ほかにもいくつかもっと若いころの自画像もあるが、真正面から捉えているのは本作だけである。自身を鏡で観察しているように表し、老いというものをまったく隠していない。目蓋は下がっているものの、射るような眼差しは揺るぎない決意、真の天才としての自意識を明らかにしている。画面には何の道具立ても自己顕示的なポーズもなく、画家は闇の中から白髪白髯の顔のみを浮かび上がらせている。肖像画の歴史からみて、画期的な作品といえるであろう。この肖像はまた、贖い主イエス・キリストを表した図像を想起させる。